# Nevena Jovanović
Pour les articles homonymes, voir Jovanović.
Nevena Jovanović (en alphabet cyrillique serbe : Невена Јовановић ; en alphabet latin serbe : Nevena Jovanović), née le 30 juin 1990 à Kraljevo (Yougoslavie, actuelle Serbie), est une joueuse de basket-ball serbe.

## Biographie
Elle figure dans l'équipe nationale qui remporte la médaille d'or du championnat d'Europe U18 de 2007.
En 2009, elle obtient la médaille d'argent aux Jeux méditerranéens de 2009 à Pescara.
Avec le ŽKK Partizan Belgrade, elle remporte le championnat de Serbie, la coupe de Serbie et la Ligue adriatique en 2013.
Elle remporte le Championnat d'Europe féminin de basket-ball 2015 (5,4 points et 3,2 rebonds en moyenne par match) puis la médaille de bronze aux Jeux olympiques de 2016 avec l'équipe de Serbie.
Après avoir commencé la saison en Turquie à l’université du Proche-Orient mais avec un rôle réduit (4 points et 1,2 passe décisive en 17,4 minutes) derrière l'américaine Essence Carson, elle obtient la faculté de rompre son contrat. En novembre 2016, elle remplace Kalis Loyd blessée à Basket Landes. Pour sa première rencontre, elle inscrit 21 points et 4 rebonds lors de la victoire des Landaises sur Nice 71 à 66 après prolongation pour une moyenne en fin de saison de 13,0 points par match.
Pour la saison 2017-2018, elle s'engage avec Villeneuve-d'Ascq, mais avec 3,6 points à 19,7% de réussite aux tirs, 2,4 rebonds et 1,4 passe décisive pour 3,2 d'évaluation en 21 minutes en Euroligue et 4,1 points à 23,8%, 2,6 rebonds et 1,4 passe décisive pour 2,7 d'évaluation en LFB à la date du 27 novembre, son club envisage de s'en séparer,. Elle se signale toutefois lors de la victoire de l'ESBVA sur Bourges avec 13 points et 6 rebonds pour 14 d'évaluation. Puis elle enchaîne avec 28 points à 11/12 aux tirs et 5/5 à 3-points pour 34 d'évaluation le 13 décembre lors d'une précieuse victoire en Euroligue face au CCC Polkowice.
Après KSC Szekszard en Hongrie en 2018-2019, au Ślęza Wrocław en Pologne en 2019-2020 puis au AO Eleutheria Moshatou en Grèce sur ce début de saison, elle signe an décembre 2020 à Basket Landes annonce sa signature pour étoffer son effectif avant une multiplication des rencontres d'Euroligue.
Lors du championnat d'Europe 2021, elle est la meilleure joueuse serbe avec 15 points et 10 rebonds pour battre après prolongations l'équipe d'Espagne à domicile et qualifier la Serbie pour les demi-finales.

## Palmarès

### En club
- Championne de Serbie 2013
- Vainqueure de la Coupe de Serbie 2013
- Championne de Ligue adriatique 2013
- Championne de France 2021[11]

### En sélection
Équipe de Serbie des 18 ans et moins
- Médaille d'or au Championnat d'Europe 2007[12]

Équipe de Serbie
- Médaille de bronze aux Jeux olympiques de 2016[13]
- Médaille d'or au Championnat d'Europe 2015[14]
- Médaille d'or au Championnat d'Europe 2021[15]
- Médaille d'argent aux Jeux méditerranéens de 2009[16]